# Слуцкое Евангелие
Слуцкое Евангелие — рукописное Евангелие-тетр (Четвероевангелие), памятник славянской письменности XVI века.

## История
Считалось, что рукопись была собственноручно переписана в 1582 году князем Юрием Юрьевичем Олельковичем Слуцким (1559—1586). Поводом для такого мнения послужила запись на одном из пустых листов книги. Однако, палеографический и лингвистический анализ текста показал, что запись является фальшивой и вероятнее всего сделана в XIX веке.
Исследование бумаги и водяных знаков (филиграней) на листах Слуцкого Евангелия позволяет считать рукопись памятником письменности первой трети XVI века. Точное место его написания неизвестно. Возможно, это был Киев, Луцк или Супрасльский монастырь. Против версии, что кодекс создан в слуцком Свято-Троицком монастыре свидетельствует факт, что остальные слуцкие Евангелия начала XVI века были написаны в других местах — Лавришевском монастыре и Морочском Никольском монастыре, а следовательно устойчивой школы книгописания в тогдашнем Слуцке не существовало.
В конце XIX века рукопись находилось в слуцком Свято-Троицком монастыре.
В 1889 году Евангелие привозили в Москву на Московскую археологическую выставку. Далее встречаем сведения о нём в списке документов Российского исторического архива в Санкт-Петербурге, как о церковной ценности, которую необходимо вывезти из Слуцка ввиду начавшейся мировой войны.
До конца 1920-х годах Евангелие находится в фондах Минского государственного музея, с 1929 года, когда белорусской столицей намеревались сделать Могилёв — в Могилевском краеведческом музее, а затем в комнате сейфе здания Могилевского обкома партии, откуда исчезло в начале Великой Отечественной войны. Всё это время Евангелие находилось на территории Беларуси, в одной семье, и в 1990-х годах было подарено священнику минской прихожанкой в благодарность за отпевание. Женщина даже не представляла значимости книги. В 2002 году передано в Белорусский экзархат, хранится в домовом храме в честь Собора белорусских святых.
В книге размером 38,8 х 25,2 см имеется 256 страниц. Написана церковнославянским языком уставом в 2 колонки по 20 строчек коричневыми чернилами с использованием киновари и золота. Есть цветные заставки. Переплет XIX века из толстого картона в малиновом бархате, есть оклад. На первом листе запись княжеского исповедника протопопа Малофея о том, что эту книгу записал князь Юрий Олелькович.
В 2006—2008 годах объединёнными силами Национальной библиотеки Беларуси и Национальной академии наук Беларуси была произведена качественная оцифровка книжного памятника, его научное описание, изучены лингвистические и кодико-палеографические особенности Евангелия, сделан перевод текста на современный белорусский язык. Обобщенные результаты исследования вместе с полной электронной копией рукописи были изданы Национальной библиотекой Беларуси в виде электронного издания.
В 2009 году Издательство Белорусского экзархата совместно с Национальной библиотекой Беларуси и Национальной академией наук Беларуси подготовил на основе тех же материалов факсимильное издание Евангелия. Это сделало книгу доступной для достаточно широкого круга исследователей.